# 유노타니촌 (니가타현)
유노타니촌(湯之谷村)은 니가타현 기타우오누마군에 설치되었던 촌이다. .2004년 11월 1일 고이데정, 호리노치정 , 히로카미촌, 스몬촌, 이리히로세촌과 합병으로 우오누마시가 되었다. .

## 역사
- 1889년 4월 - 정촌제 시행과 함께 유노타니촌, 핫카촌이 성립하였다.
- 1901년 11월 1일 - 유노타니촌, 핫카촌이 합병해 유노타니촌이 되었다.
- 2004년 11월 1일 - 주변 정촌과 합병해 우오누마 시가 되어 소멸

## 교통

### 도로
- 간에쓰 자동차도
- 국도 제17호선
- 국도 제352호선
- 니가타 현도 제50호선
- 니가타 현도 제70호선

## 같이 보기
- 우오누마시